# Nordland II
Nordland II es el duodécimo y último álbum de Bathory. Es el sucesor de Nordland I. Como su predecesor, se caracteriza por el estilo viking metal del periodo medio de Bathory, y las canciones se relacionan principalmente con la cultura de los vikingos. Dos volúmenes adicionales estaban planeados, pero la muerte de Quorthon impidió que se completaran. Fue lanzado como edición limitada en digipak.

## Lista de canciones
1. "Fanfare" – 3:37
2. "Blooded Shore" – 5:46
3. "Sea Wolf" – 5:26
4. "Vinland" – 6:39
5. "The Land" – 6:23
6. "Death and Resurrection of a Northern Son" – 8:30
7. "The Messenger" – 10:02
8. "Flash of the Silverhammer" – 4:09
9. "The Wheel of Sun" – 12:27
10. (Instrumental) – 0:24

## Créditos
- Quorthon - Todos los instrumentos, vocalista.
- Kristian Wåhlin - Portada

- Datos: Q545956